# Wechsler Intelligence Scale for Children

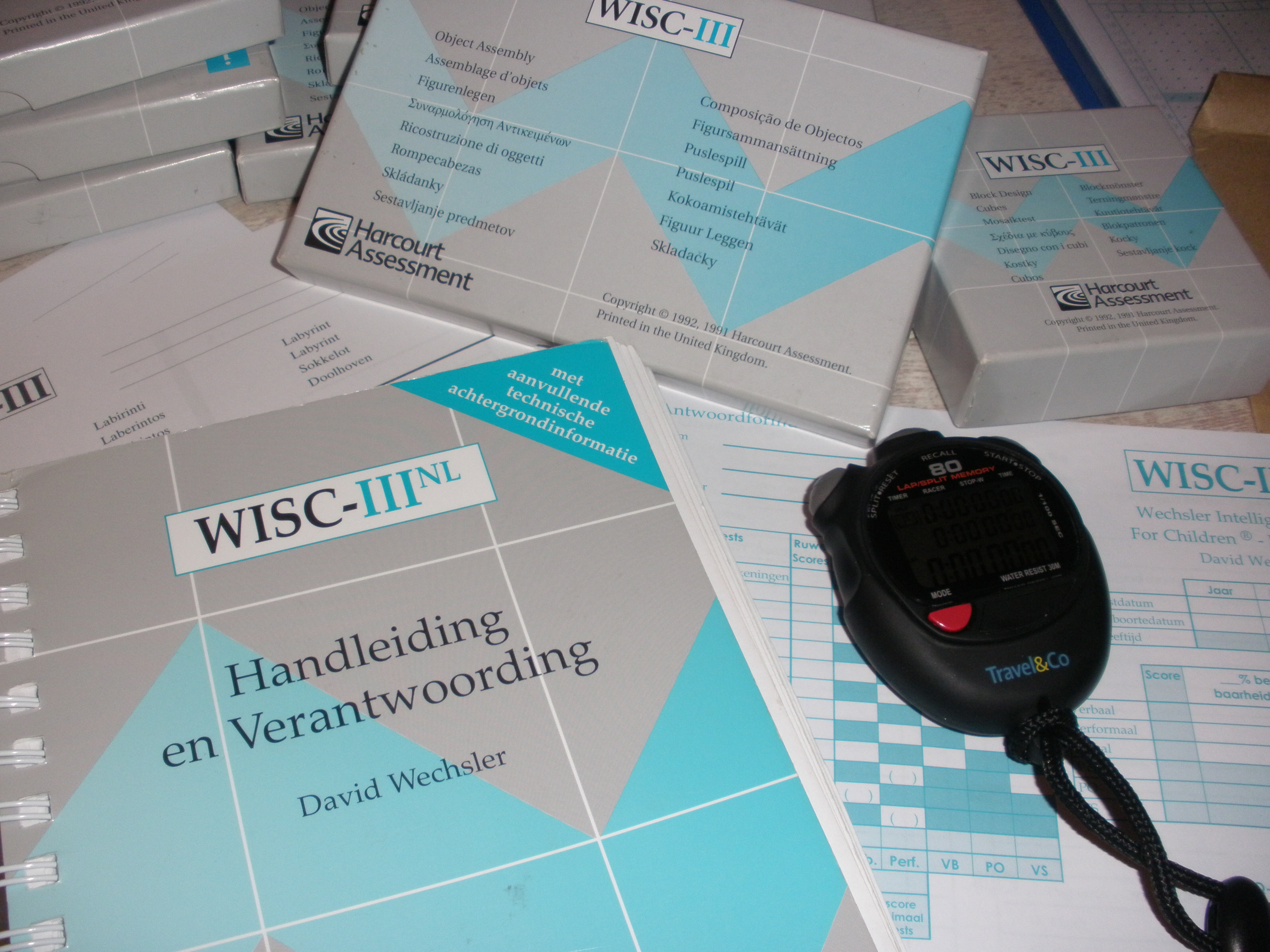
WISC-III

Wechsler Intelligence Scale for Children, eller WISC, är ett intelligenstest för barn som utvecklades av psykologen David Wechsler 1949. Testet är framtaget för barn som fyllt sex år men ännu ej sjutton år och är ett av de mest använda intelligenstesten för barn. För yngre barn finns testet Wechsler Preschool and Primary Scale of Intelligence (WPPSI), och för vuxna finns i samma serie Wechsler Adult Intelligence Scale (WAIS). 
Den senaste versionen WISC IV består av tio ordinarie och fem kompletterande deltest. Dessa är uppdelade i fyra grupper, "verbal funktion","perceptuell funktion", "arbetsminne" och "snabbhet". De verbala funktionsdeltesten prövar ordförståelse, språkliga analogier, verbal slutledningsförmåga med frågor som barnet svarar på verbalt. De perceptuella funktionstesten prövar bland annat abstrakt logisk förmåga. Barnet får till exempel bygga abstrakta mönster med klossar eller hitta rätt bild som saknas i en matris. Arbetsminnet prövas med uppgifter där barnet skall minnas och laborera med hörd information. Snabbhetsfunktionen prövas med olika deltest där barnet på kort tid skall göra avsökningar. 
Andra test som kan användas för samma åldersgrupp är exempelvis Leiter International Performance Scale.

## Brister och Kritik
Fastän WISC-IV är en utbrett och ansett instrument för att mäta intelligens, har det framkommit kritik. Detta har bland annat berört testets struktur och resultatens reliabilitet.
Redan när WISC-IV först släpptes framkom kritik mot dess struktur. En tidig studie utförd 2006 påvisade att "perceptuell funktion" samt det aritmetiska testet inom "arbetsminne" bör omarbetas för att bättre reflektera de strukturer som mäts. Detta bygger dock på en teoretisk modell av intelligens som nödvändigtvis inte sammanfaller med de utgångspunkter som ligger bakom Wechslers intelligensskalor.
Skalans reliabilitet har även ifrågasatts. Det har visats att en individs generella resultat kan variera med cirka 10 poäng mellan testtillfällen. Detta kan leda till att en individ som ligger nära gränsvärdet för utvecklingsstörning riskerar att diagnosticeras olika beroende på dagsformen. Detta är något som kliniker bör ta i beaktan i sitt arbete.

## WISC i diagnostik
WISC är ett mycket viktigt instrument för att fastslå om ett barn har en utvecklingsstörning. Det är intelligenskvoten för hela skalan som är det viktigaste måttet. 
WISC används även som en del i neuropsykiatriska utredningar med frågeställning hyperaktivitetssyndrom (ADHD) och autismspektrumstörning. Förutom att få ett mått för den generella begåvningen, kan man analysera testresultatet genom att jämföra de olika deltestens resultat med varandra och leta efter grupper av ovanligt låga resultat i förhållande till övriga. Forskning visar dock att detta inte är något särskilt effektivt sätt att diagnostisera ADHD eller utvecklingsstörning på . Flertalet barn med ADHD får inte resultat där vissa resultatgrupper ligger väsentligt under övriga, och många barn som uppvisar sådana skillnader har inte ADHD. Andra resultatmönster för barn med utvecklingsstörning uppvisar liknande brister med WISC som ett diagnosredskap .
När det gäller att diagnostisera barn föreslår bästa praxis att en serie med många test borde användas eftersom inlärningssvårigheter, uppmärksamhet och känslomässiga svårigheter kan ha liknande symtom, finnas samtidigt, eller inbördes påverka varandra. Till exempel kan barn med inlärningssvårigheter bli oroade och därigenom få koncentrationsproblem, börja uppvisa beteendestörningar, eller både och. Barn med ADD eller ADHD kan uppvisa inlärningssvårigheter på grund av sina koncentrationssvårigheter eller också ha inlärningssvårigheter eller utvecklingsstörning (eller ingenting annat alls). Kort sagt, även om en diagnos av en barndomssvårighet eller vuxen svårighet aldrig borde baseras enbart på IQ (eller intervju, läkarundersökning, föräldrarapport, andra test osv. för den delen) kan det kognitiva begåvningstestet tillsammans med andra tester och informationskällor, andra problemorsaker, hjälpa till att upptäcka komorbiditet problematik, och vara en rik informationskälla när det analyseras ordentligt och man är noga med att inte enbart förlita sig till testresultatet. (Sattler, år?)
Erfarenhetsmässig konsensus är att WISC bäst används som ett redskap för att utvärdera intelligens och inte för att diagnostisera ADHD eller barn med utvecklingsstörning. Det kan användas för att visa avvikelser mellan ett barns intelligens och hans/hennes prestationer i skolan (och det är dessa avvikelser som skolpsykologer letar efter när de använder testet). I klinisk miljö ställs diagnos på inlärningssvårigheter genom en jämförelse mellan intelligensresultatet och resultatet på ett färdighetstest. Om barnets färdigheter är lägre än vad som skulle kunna förväntas utifrån dess intellektuella förmåga (mätt i ett IQ-test som WISC-IV), så kan det finnas inlärningssvårigheter.

## WISC och autismspektrum
Weschler-skalorna är det vanligaste måttet för att mäta intelligens hos personer med diagnos inom autismspektrum(AST), följt av British Picture Vocabulary Scale (BPVS) och därefter Ravens matriser. Vid testning med Weschler-skalorna uppvisar personer med AST generellt en ojämn profil, med lägre prestation på vissa verbala funktionstest och högre på vissa  perceptuella funktionstest. Denna ojämna profil har relaterats till kognitiva begränsningar hos dessa personer, mer specifikt deras tendens att fokusera mer på detaljer än helhet och där detta detaljfokus skulle ge dem en fördel i mer perceptuella funktionstest.  Att personer med AST generellt har presterat lägre på Weschler-skalorna har förklarats med att deras kogntitv funktionsnivå till sin helhet är lägre än neurotypiska, men att de har en avgränsad, hög  perpetuell förmåga som sticker ut.  Jämförelser mellan WISC-III och Ravens matriser, som är icke-verbalt test men som också anses mätta en mer sammansatt kognitiv funktionsnivå, har visat att barn med AST presterar högre på det senare . Samma skillnad har uppnåtts vid jämförelser mellan WISC-IV och Ravens matriser, men återfanns inte hos neurotypiska barn. Sammantaget visar dessa studier på att Wechler-skalorna underskattar intelligensen hos barn med AST, som inte är lägre sett till den kognitiva funktionsnivån i sin helhet men däremot är annorlunda till sin natur. 